# Землетрясение в Дубровнике
Землетрясение в Дубровнике — землетрясение, произошедшее в 8 часов утра 6 апреля 1667 года.
Оно было одним из двух наиболее разрушительных землетрясений на территории Хорватии на протяжении последних 2400 лет и наиболее масштабной катастрофой в истории Дубровника. В результате землетрясения был разрушен почти весь город, погибло несколько тысяч человек: называются цифры 3000, 5000 и более. Среди погибших был и правитель города.

## Описание

Город во время землетрясения

Во время землетрясения на город летели камни с холма Срдж, разрушавшие всё на своём пути. Возникшее цунами разрушило порт, стоявшие в порту корабли были разбиты о берег волнами. Земля растрескалась, а небо потемнело от поднявшейся пыли. Начавшийся после землетрясения пожар не утихал в течение двадцати дней и уничтожил большое количество материальных и культурных ценностей.
В это время Дубровник был столицей Дубровницкой республики, и землетрясение обозначило начало её заката. П. А. Толстой, посетивший республику на исходе XVII века, записал в дневнике, что «в том городе Дубровнике многие домы разорены и палатное строение разваленное; а сказывают, что весь город Дубровник был разорен волею Божиею от ныне лет за 30 тресением земли».
Поскольку во время землетрясения было разрушено 68 % городской застройки, правительством Дубровницкой республики был принят закон, определивший облик города на следующие века. Этот облик сохранился до настоящего времени. Ныне для снижения риска возникновения и быстрого распространения пожара кухни во всех домах Старого города устраиваются на верхних этажах.
Катастрофу описал в латинских стихах барочный поэт, учёный и дипломат Дубровника Степан Градич.
Кроме Дубровника, были разрушены также некоторые города Боки Которской, в частности Котор и Пераст.